# Traité de Serav
Le traité de Serav (en persan : عهدنامه سراب, en turc : Serav Antlaşması) est un traité signé le 26 septembre 1618 à Sarab entre l'Empire ottoman et l'Empire séfévide après la guerre de 1615-1618.

## Contexte historique
Avec le traité de Nasuh Pacha en 1612, l'Empire ottoman avait accepté de restituer le Caucase et le nord-ouest de l'Iran à la Perse séfévide. En contrepartie, l'Empire séfévide s'engageait de payer un tribut annuel de 200 charges de soie dans le cadre des réparations. Cependant, Shah abbassi Ier le Grand de Perse a refusé de payer le tribut. La guerre reprit en 1615.

## La guerre
Le commandant en chef ottoman, le grand vizir Öküz Kara Mehmed Pacha, a tenté de capturer Erevan (Arménie moderne) qui a été récemment abandonnée par le traité de Nasuh Pacha, mais il a levé le siège après 44 jours car aucune évolution n'a été observée. La cible du prochain commandant en chef Damat Halil Pacha était Ardabil . Cette fois, Abbas a demandé la paix.

## Le traité et ses conséquences
Les termes du traité étaient similaires à ceux du traité de Nasuh Pacha avec plusieurs rectifications mineures de la ligne frontalière. Le tribut annuel du côté persan a aussi été réduit de 200 à 100 charges.
Ce traité prouva qu'une impasse entre l'Empire ottoman et la Perse séfévide avait été atteinte et qu'aucune des deux parties ne pouvait gagner des territoires substantiels à long terme. Dans les décennies suivantes, il y eut des moments où les Ottomans réussirent à prendre d'assaut Tabriz, d'autres où les Perses s'emparèrent avec succès de Bagdad. Mais ces victoires étaient toutes temporaires et l'équilibre des pouvoirs entre les deux États s'est maintenu jusqu'au XXe siècle.